# Miwako Motoyoshi
Miwako Motoyoshi (japonès: 本間三和子)  (Osaka, 21 de desembre de 1960) és una nedadora japonesa, ja retirada, especialitzada en natació sincronitzada que va competir durant la dècada de 1980.
El 1984 va prendre part en els Jocs Olímpics d'Estiu de Los Angeles, on disputà les dues proves del programa de natació sincronitzada. En ambdues, la prova per parelles, junt a Saeko Kimura, i la de solo, guanyà la medalla de bronze.